# Himmelskugel

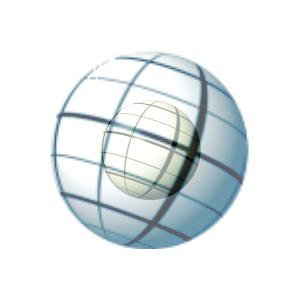
Geozentrische Himmelskugel

Rotierende Erde in der Himmelskugel, rote Linie: Ekliptik

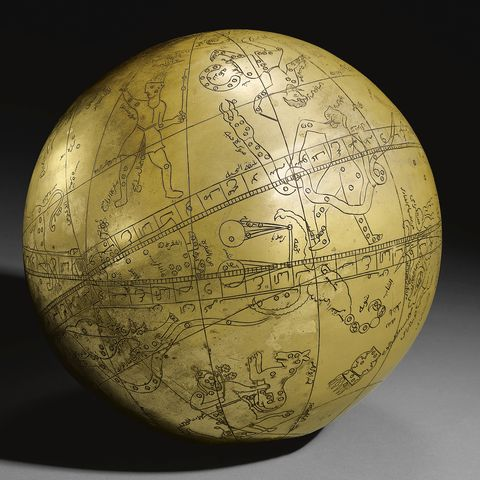
Bei einem Himmelsglobus wird die Himmelskugel von außen betrachtet (Persien, ca. 1782, Herrschaft der Afschariden)

Die scheinbare Himmelskugel ist eine gedachte Hohlkugel mit sehr großem Durchmesser, die als geozentrische Himmelskugel die Erde, als topozentrische den Beobachter umgibt. Mathematisch entspricht sie einer Einheitskugel und dient als Rechenfläche für Koordinaten in der Astronomie und Geodäsie.
Für einen irdischen Beobachter erscheinen alle Gestirne in der gleichen Entfernung, weshalb schon früh die Vorstellung einer riesigen Himmelskugel entstand. Sie wird auch Himmelssphäre oder Firmament genannt, was sich vom antiken Weltmodell der Sphären ableitet: An eine der durchsichtigen, sich drehenden Kristallsphären des Himmels dachte man sich die Sterne „angeheftet“ (lateinisch firmamentum, „Befestigungsmittel“). Die Himmelssphäre teilt sich in eine nördliche und eine südliche Hemisphäre (Halbkugel).

## Zwei Halbkugeln
Der Beobachter sieht immer nur die halbe Himmelskugel, was anhand des sich drehenden Nachthimmels schon vor Jahrtausenden klar wurde. Beide Halbkugeln sind durch den Horizont getrennt. Bei Tag und dunstiger Luft hat man aber den Eindruck, nicht genau im Mittelpunkt zu stehen, sondern unter einer flachen Schale -- was dem altbabylonischen Weltbild zugrunde liegt. Eine umfangreiche Befragung unter Schulkindern in den 1950ern ergab, dass ihnen der blaue Himmel ~1 km hoch erschien, der Horizont aber drei bis vier Mal weiter entfernt.
Als älteste erhaltene Darstellung des Sternenhimmels gilt die Himmelsscheibe von Nebra aus der Bronzezeit.

## Sphärische Astronomie
Die Sphärische Astronomie benutzt das mathematische Modell der Einheitskugel, um die Position der Himmelskörper in einem Äquatorialen Koordinatensystem anzugeben. Dieses System dreht sich – wegen der Erdrotation – einmal pro Sterntag (23:56 Stunden). Die Sphäre hat, wenn sie unendlich groß und geozentrisch gedacht wird, ihre Pole in der Verlängerung der Erdachse. Die Gerade durch diese Pole wird als Himmelsachse bezeichnet. Der Himmelsäquator ist dementsprechend die Projektion des Erdäquators an die Kugel. Die Achse der topozentrischen Himmelskugel ist eine Parallele zur Erdachse, der Himmelsäquator liegt in der zur Äquatorialebene der Erde parallelen Ebene durch den jeweiligen Standort. Beobachtete Koordinaten sind immer topozentrisch und müssen gegebenenfalls in geozentrische umgerechnet werden. Der Unterschied zwischen geozentrischer und topozentrischer Himmelskugel wird umso größer, je näher der betrachtete Himmelskörper ist.